# Georges Goldfayn
Pour les articles homonymes, voir Goldfajn.
Georges Goldfayn, né le 10 mars 1933 à Paris et mort le 24 avril 2019 à Paris, est un écrivain, traducteur, acteur et critique de cinéma d'expression française. Il fut membre du mouvement surréaliste après 1950.

## Biographie
Si l'on sait peu de choses sur la jeunesse de Georges Goldfayn, son nom apparaît aux côtés d'André Breton dès 1951 dans ce que José Pierre appelle la « deuxième génération surréaliste », laquelle forme le « Mouvement » ou « Groupe surréaliste » qui réémergea à Paris après 1947.
L'une des grandes passions de Goldfayn semble être le cinéma. Il fut aux côtés d'Ado Kyrou et de Robert Benayoun pendant les cinq numéros de l'éphémère revue L'Âge du cinéma qui se voulait la revue de cinéma des surréalistes nostalgiques d'une avant-garde. Goldfayn n'hésite pas à y fustiger, entre autres, la ringardise d'un certain cinéma réalistico-misérabiliste. Bien plus tard, Goldfayn sera même acteur dans des courts et longs métrages, notamment pour Jean-Marie Straub et Danièle Huillet. Il a également traduit quelques biographies et essais cinématographiques marquants.
Sur le plan artistique, Goldfayn a participé au lancement de la fameuse galerie À l'Étoile scellée, sise 11 rue du Pré-aux-clercs (Paris) où Breton était directeur artistique. Il y présenta notamment un jeune artiste italien de dix-huit ans, Giordano Falzoni (eo) (1925-1998) avec qui il restera en amitié (et qui fut lui aussi acteur).
Au début des années 1950, Goldfayn, pour gagner sa vie, travaille dans un bar parisien, le Storyville, où se produisent des musiciens de jazz.
À partir de 1957, il se rend régulièrement à Saint-Cirq-Lapopie où Elisa et André Breton reçoivent leurs amis, organisent des jeux surréalistes, des excursions et rédigent ensemble de nombreux programmes d'actions artistiques et politiques. Il sera partie prenante de la remarquable revue Le Surréalisme, même, éditée par Jean-Jacques Pauvert : dans le premier numéro, Goldfayn tendait la main en quelque sorte à Léo Ferré, lequel, en janvier 1957 tombait littéralement dans les bras d'Aragon. Avec Breton, il organise une contre-offensive en désavouant le poète-chanteur, non sans amertume mais toujours avec force et brio. En Goldfayn, Breton aimait semble-t-il l'élégance stylistique au service de la non-compromission.
À ce titre, Goldfayn cosignera quelques tracts surréalistes importants dont ceux publiés par Le Libertaire (1951-52), organe issu de la mouvance anarchiste, ou encore le Ça commence bien ! qui témoigne en septembre 1954 d'un rapprochement avec l'Internationale lettriste : il est à noter que Guy Debord et Goldfayn restèrent amis, en dépit d'une « impossible entente » manifeste entre les deux mouvances (surréaliste et situationniste) dans les années qui suivirent. En septembre 1960, Goldfayn fait partie des signataires du Manifeste des 121 sur le droit d'insoumission dans la guerre d'Algérie.
En 1960, Gérard Legrand et lui sont les premiers à éditer au Terrain Vague les Poésies d'Isidore Ducasse, seulement connues de quelques initiés. La même année, il se rend avec le Groupe surréaliste au Désert de Retz et apparaît à cette occasion dans le reportage photographique de Denise Bellon.
Après la dissolution du Groupe surréaliste en 1969, Goldfayn  participe au collectif qui crée en 1972 les Éditions Maintenant au sein duquel se rencontrent Radovan Ivsic, Annie Le Brun, Gérard Legrand, Toyen et auquel  Pierre Peuchmaurd se joint plus tard.
En 1980, il cosigne le texte collectif publié par Jacques Baynac et intitulé « La gangrène » qui dénonce le virage révisionniste d'anciens militants de l'ultra-gauche issus de La Vieille Taupe.

## Publications
- Poésies d'Isidore Ducasse, présent. avec Gérard Legrand, Le Terrain Vague, 1960
- Rien ne va plus, Paris, Éditions Maintenant, 1972
- Mise en jeu, Paris, Éditions Maintenant, 1974
- Quand le surréalisme eut cinquante ans, Paris, Éditions Maintenant, 1974 (collectif, cf. supra)
- Le 17 mars et Il faut tenir compte de la distance. Feuilleton théorique, vol. I à IX, Paris, Éditions Maintenant, 1973-76
- Des étrangers, Les hypertrichosiques, 1978 avec une illustr. de Philippe Collage
- « Table ronde sur le cinéma des surréalistes » in Les cahiers de la cinémathèque no 30-31, été-automne 1980

### Traductions
- Sam Goldwyn : La Légende d'Hollywood d'Andrew Scott Berg
- Clint Eastwood : une biographie de Richard Schickel avec Doug Headline
- Hawks par Hawks de Joseph McBride
- Hitchcock et Selznick de Leonard J. Leff
- Greta Garbo. Biographie de Barry Paris
- La Belle qui vous fait signe d'Oliver Onions
- Les Yeux bleus de Thomas Hardy
- Les Amis de Pancho Villa de James Carlos Blake
- La Maison des ténèbres de Francis King

## Filmographie
- 1977 : Toute révolution est un coup de dés de Jean-Marie Straub et Danièle Huillet
- 1991 : Milena de Véra Belmont
- 2004 : Le Fantôme d'Henri Langlois de Jacques Richard
- 2016: Je ne mange pas de ce pain là, Benjamin Péret, poète, c'est-à-dire révolutionnaire, de Rémy Ricordeau